# Valerie Gonzalez
Valerie Gonzalez (ur. 15 września 1988) – portorykańska siatkarka, grająca jako libero. Obecnie występuje w drużynie Leonas de Ponce.